# Primera División 1943-1944 (Messico)
Il campionato di calcio di Primera División messicana 1943-1944 o (Liga Mayor) è stato il primo campionato a livello professionistico del Messico. Cominciò il 17 ottobre 1943 e si concluse il 16 aprile del 1944. Vide la vittoria finale dell'Asturias.

## Squadre partecipanti
| Club             | Città             | Stadio                       | Stagione 1942-1943                      |
| ---------------- | ----------------- | ---------------------------- | --------------------------------------- |
| A.D.O.           | Orizaba           | Stadio Moctezuma             | Partecipa alla Liga Veracruzana         |
| América          | Città del Messico | Parque Asturias              | 7º posto in Primera División            |
| Asturias         | Città del Messico | Parque Asturias              | 8º posto in Primera División            |
| Atlante          | Città del Messico | Parque Asturias              | 2º posto in Primera División            |
| Atlas            | Guadalajara       | Parque Oblatos               | 5º posto in Primera División            |
| Real Club España | Città del Messico | Parque España                | 7º posto in Primera División            |
| Guadalajara      | Guadalajara       | Parque Oblatos               | 5º posto in Primera División            |
| Marte            | Città del Messico | Stadio Centenario            | 1º posto in Primera División (Campione) |
| Moctezuma        | Orizaba           | Stadio Moctezuma             | 4º posto in Primera División            |
| Veracruz         | Veracruz          | Parque Deportivo Veracruzano | [ 2 ]                                   |

## Classifica finale
|  | Pos. | Squadra          | Pt | G  | V  | N | P  | GF | GS | DR  |
|  | ---- | ---------------- | -- | -- | -- | - | -- | -- | -- | --- |
|  | 1.   | Asturias         | 27 | 18 | 12 | 3 | 3  | 57 | 32 | +25 |
|  | 2.   | Real Club España | 27 | 18 | 13 | 1 | 4  | 70 | 35 | +35 |
|  | 3.   | Moctezuma        | 21 | 18 | 9  | 3 | 6  | 43 | 34 | +9  |
|  | 4.   | Atlante          | 18 | 18 | 6  | 6 | 6  | 28 | 31 | -3  |
|  | 5.   | Atlas            | 18 | 18 | 7  | 4 | 7  | 42 | 50 | -8  |
|  | 6.   | Guadalajara      | 16 | 18 | 8  | 0 | 10 | 50 | 51 | -1  |
|  | 7.   | Veracruz         | 16 | 18 | 7  | 2 | 9  | 48 | 57 | -9  |
|  | 8.   | América          | 13 | 18 | 6  | 1 | 11 | 42 | 58 | -16 |
|  | 9.   | Marte            | 12 | 18 | 4  | 4 | 10 | 32 | 47 | -15 |
|  | 10.  | A.D.O.           | 12 | 18 | 5  | 2 | 11 | 37 | 54 | −17 |

Legenda:
 Allo spareggio per il primo posto (Campione del Messico)
Note:

Due punti a vittoria, uno a pareggio, zero a sconfitta.

## Risultati

### Tabellone
|             | ADO | AME | AST | ATS | ATN | ESP | GUA | MAR | MOC | VER |
| A.D.O.      |     | 1-6 | 3-4 | 9-2 | 0-1 | 2-8 | 3-2 | 4-0 | 0-3 | 2-3 |
| América     | 1-3 |     | 2-7 | 3-2 | 2-5 | 2-4 | 7-2 | 2-0 | 1-0 | 4-6 |
| Asturias    | 4-1 | 4-2 |     | 2-3 | 1-2 | 1-1 | 3-2 | 7-2 | 2-2 | 6-2 |
| Atlas       | 3-0 | 3-0 | 2-4 |     | 3-3 | 0-1 | 3-7 | 3-0 | 3-3 | 3-1 |
| Atlante     | 2-2 | 3-3 | 1-1 | 2-2 |     | 2-1 | 1-4 | 0-0 | 0-1 | 3-1 |
| España      | 5-1 | 6-1 | 1-2 | 6-2 | 2-0 |     | 8-2 | 3-2 | 2-3 | 9-3 |
| Guadalajara | 5-1 | 3-1 | 1-5 | 1-3 | 0-1 | 3-5 |     | 5-1 | 3-1 | 5-1 |
| Marte       | 0-2 | 2-3 | 3-0 | 1-1 | 5-1 | 1-4 | 1-2 |     | 4-2 | 4-2 |
| Moctezuma   | 3-1 | 3-1 | 1-2 | 5-1 | 2-1 | 1-2 | 3-2 | 3-3 |     | 5-1 |
| Veracruz    | 2-2 | 4-1 | 1-2 | 2-3 | 1-0 | 7-2 | 3-1 | 3-3 | 5-2 |     |

## Spareggio per il titolo di Campione
| Città del Messico 16 aprile 1944, ore 15:00                                                                        | Asturias  | 4 – 1              | España | Parque Asturias |
| \| \| \| \| \| 11’ José Menéndez 13’, 54’´Roberto Aballay 84’ Tomás Regueiro \| Marcatori \| Isidro Lángara 90’ \| |           |                    |        |                 |
| |           |                    |        |                 |
| 11’ José Menéndez 13’, 54’´Roberto Aballay 84’ Tomás Regueiro                                                      | Marcatori | Isidro Lángara 90’ |        |                 |

## Classifica marcatori
| Gol |  |  | Giocatore      | Squadra          |
| --- |  |  | -------------- | ---------------- |
| 27  |  |  | Isidro Lángara | Real Club España |